# Winterborne St Martin
Winterborne St Martin est une paroisse civile et un village du Dorset, en Angleterre.